# NGC 6815
NGC 6815 is een open sterrenhoop in het sterrenbeeld Vosje. Het hemelobject werd op 18 augustus 1828 ontdekt door de Britse astronoom John Herschel.